# Periophthalmus waltoni
A Periophthalmus waltoni a csontos halak (Osteichthyes) főosztályának a sugarasúszójú halak (Actinopterygii) osztályába, ezen belül a sügéralakúak (Perciformes) rendjébe, a gébfélék (Gobiidae) családjába és az iszapugró gébek (Oxudercinae) alcsaládjába tartozó faj.

## Előfordulása
A Periophthalmus waltoni előfordulási területe az Indiai-óceán északnyugati részén van; a Perzsa-öböltől kezdve, egészen Pakisztánig.

## Megjelenése
E gébfaj legfeljebb 15 centiméter hosszú. A hátúszóján 10-13 tüske és 12-13 sugár, míg a farok alatti úszóján 1 tüske és 10-11 sugár ül. A hasúszói csak félig vannak összeforrva. A hátúszói nincsenek összekötve. Az első hátúszó közepesen magas és hátrafelé lekerekedik; nincsen rajta csíkozás, csak néhány fehér pont. Meghosszabbodott hátúszótüskéje sincs. A második hátúszó közepén egy szürke csík húzódik. Egy hosszanti sorban 91-121 pikkely látható.

## Életmódja
Trópusi halfaj, amely a sós- és brakkvízben egyaránt jól érzi magát. Az oxigént képes, egyenesen a levegőből kivenni, azzal a feltétellel, ha nedvesek a kopoltyúi és a bőre. A víz alá is lemerülhet. Az iszapos területeket kedveli, ahol az Ocypode-fajokra vadászik.